# Cerkev sv. Jošta, Črni Vrh
Cerkev sv. Jošta je rimskokatoliška cerkev župnije Črni Vrh nad Idrijo, ki stoji v središču vasi. Po ljudskem izročilu naj bi prva cerkev na Črnovrškem stala v Trebčah, govori pa se tudi, da naj bi bil tam nekoč benediktinski samostan. Benediktinci so v 11. in 12. stoletju širili češčenje sv. Jošta, po katerem naj bi se cerkev imenovala.

## Zgodovina
Točnega podatka o tem, kdaj je bila cerkev sezidana, ni, je pa bila leta 1570 omenjena v zapisniku škofijske vizitacije kot podružnica vipavske župnijske cerkve. Oblika prezbiterija nakazuje, da je bila cerkev prvotno zgrajena v gotskem slogu, v 17. stoletju pa so jo razširili, zvišali ter jo preuredili v baročnem slogu. V letih 1873–1875 sta bili prizidani stranski kapeli, zato je tloris cerkve v podobi križa. Leta 1944 je bila cerkev v partizanskem napadu poškodovana. Med drugim so v celoti zgorele orgle, klopi in štiri postaje križevega pota, ki so ga kasneje v celoti obnovili. Zanimivo je, da je 14. postajo v napadu zadel drobec granate, ki ga je Jurij Makovec pri restavriranju ohranil. Zemljišče okrog cerkve je obdano z zidom, znotraj katerega je bilo do leta 1832 pokopališče.

## Prezbiterij in oltarji
Prezbiterij je dolg 8 ter širok 6 metrov. Tlak, ki je bil položen leta 1971, ter daritveni oltar sta iz istrskega marmorja. Na desni strani prezbiterija je prižnica, na levi pa krstni kamen iz hotaveljskega marmorja, ki ga je leta 1965 izdelal Boris Udovič. 
Glavni oltar je iz črnega poliranega marmorja. Izdelan je bil v baročnem slogu proti koncu 17. stoletja. Janez Vurnik je leta 1891 oltar popravil ter naredil nov kip sv. Jošta. V istem letu so na oltar postavili tudi kipa sv. Štefana in sv. Alojzija, ki sta narejena iz varaždinskega kamna. Tabernakelj je iz svetlejšega marmorja, izdelal pa ga je Alojzij Vodnik leta 1893.
Stranski oltar na desni strani cerkve je bil najprej posvečen sv. Valentinu, vendar je bil kip med vojno uničen. Po vojni so namestili lesen kip Srca Jezusovega. Poleg osrednjega kipa sta še kipa sv. Florijana in sv. Antona. Oltar je kamnit, osrednji kip je iz lesa, stranska pa iz litega mavca. Na vrhu je slika sv. Janeza Evangelista. 
Oltar Matere Božje stoji na levi strani cerkve. Narejen je iz marmorja in trdnega kamna, kipi pa so iz cementa. Poleg kipa Matere Božje sta na oltarju še stranska kipa sv. Barbare in sv. Marjete, ki je prav tako zavetnica cerkve.

## Zvonik
Zvonik je bil dograjen leta 1966. Vse do prve svetovne vojne je imela cerkev tri zvonove, leta 1917 pa je avstrijska vlada za vojaške namene vse tri odnesla. Leta 1918 so z Jesenic naročili jeklene zvonove, leta 1925 pa so kot odškodnino za vojno škodo iz Trsta prejeli bronaste zvonove. V času druge svetovne vojne je zvonik ostal brez velikega zvona, manjša dva pa sta počila. Leta 1974 je župnija zbrala denar za nove zvonove, ki so jih ulili v Žalcu.